# Línia 3 de Metrovalència
La línia 3 és una de les línies de Metrovalència. Es constitueix d'un tram arran de terra (entre Rafelbunyol i Alboraia-Peris Aragó) i un tram subterrani (d'aquesta a l'Aeroport).

## Recorregut i servici

Plànol metrovalència

- Campus de Blasco Ibañez (Universitat de València), l'Hospital Clínic i la Clínica Quirón - Facultats-Manuel Broseta
- Zona Comercial de Colom - Colom
- L'Estació del Nord i la Plaça de Bous - Xàtiva
- Prefectura Superior de Policia, Biblioteca General - Àngel Guimerà
- L'Hospital General - Nou d’Octubre
- L'Hospital de Manises - Salt de l’Aigua
- L'Aeroport de València - l'Aeroport

## Història

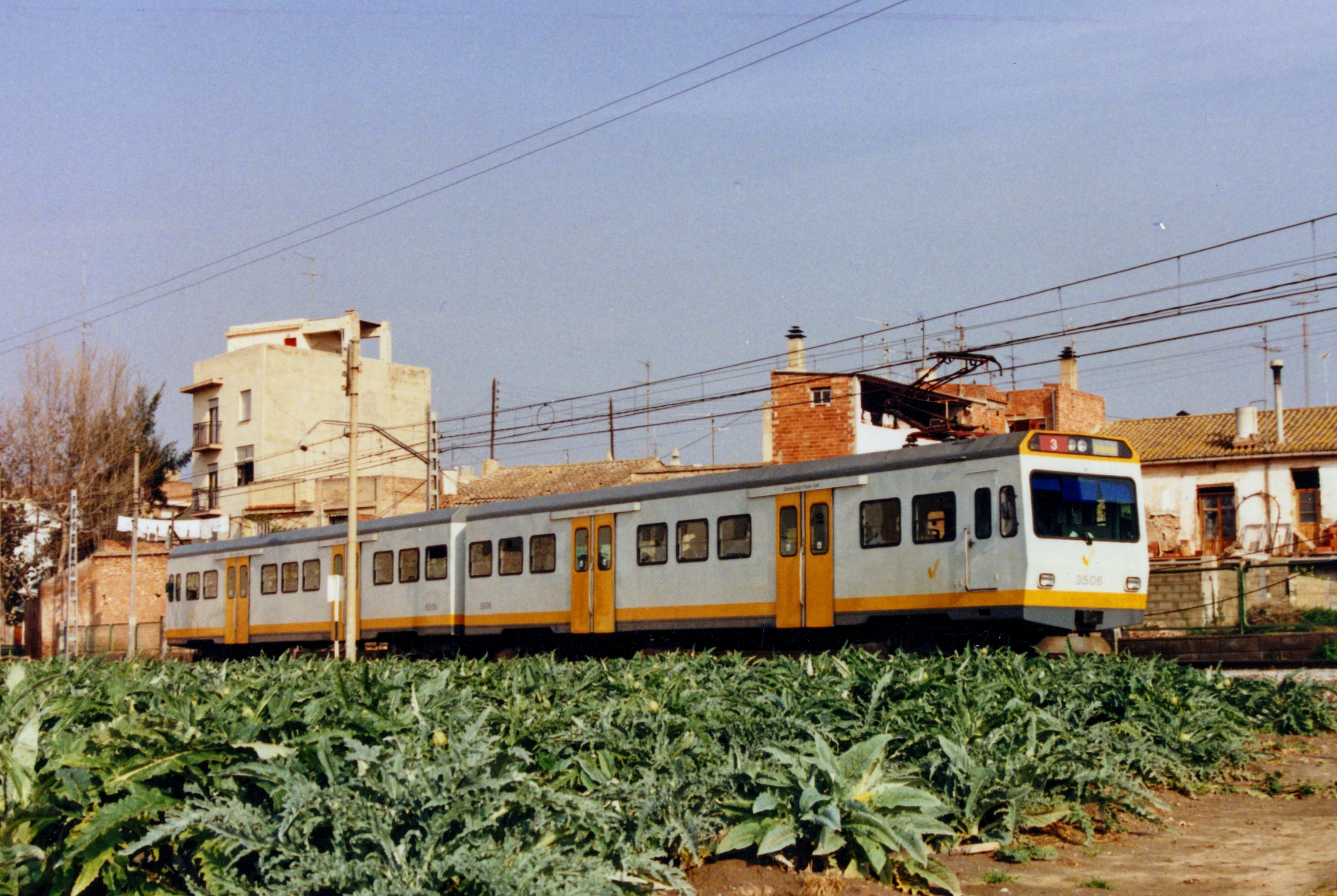
Sèrie 3500 de FGV a Meliana (1991)

La línia 3 està basada en l'antiga línia del trenet que connectava l'estació Pont de Fusta i la localitat de Rafelbunyol.
El 5 de maig del 1995 es va inaugurar el primer tram del túnel de la línia 3. A partir de l'antiga línia del trenet de València entre la localitat de Rafelbunyol i l'estació del Pont de Fusta. Aquest túnel seguia un traçat distint en la seua entrada a la ciutat de València finalitzant a l'estació de l'Albereda, nomenada Alameda i situada a l'antic llit del riu Túria que va ser dissenyada pel famós arquitecte valencià Santiago Calatrava. Posteriorment aquesta línia va ser ampliada el 16 de setembre de 1998 fins a l'estació d'avinguda del Cid existint un ramal que la unia a la línia 1 a l'altura de l'estació de Jesús i el 20 de maig del 1999 fins a l'estació de Mislata-Almassil a la pròxima localitat de Mislata.
El 20 de maig del 1999 s'inaugurà la perllongació fins a l'estació de Mislata-Almassil a la veïna localitat de Mislata.
A principis del 2007, començarà el soterrament de les vies de la línia 3 de MetroValencia al seu pas per la localitat d'Alboraia, donant lloc el 2010 a dues estaciones sota terra (Alboraia-Palmaret, i Alboraia-Peris Aragó), i s'enderrocà la recent (11 anys de funcionament) estació de Palmaret. La línia torna a eixir a la superfície a prop del barranc del Carraixet.
El pas a nivell d'Alboraia quedà eliminat el desembre de 2010.

## Monument al ferrocarril
En les immediacions a l'estació es va instal·lar en 1995 un Tractor T4 Devís en la dècada de 1930 de la col·lecció de material històric de FGV, que fou restaurat en 2018.